# Schlangenfibel

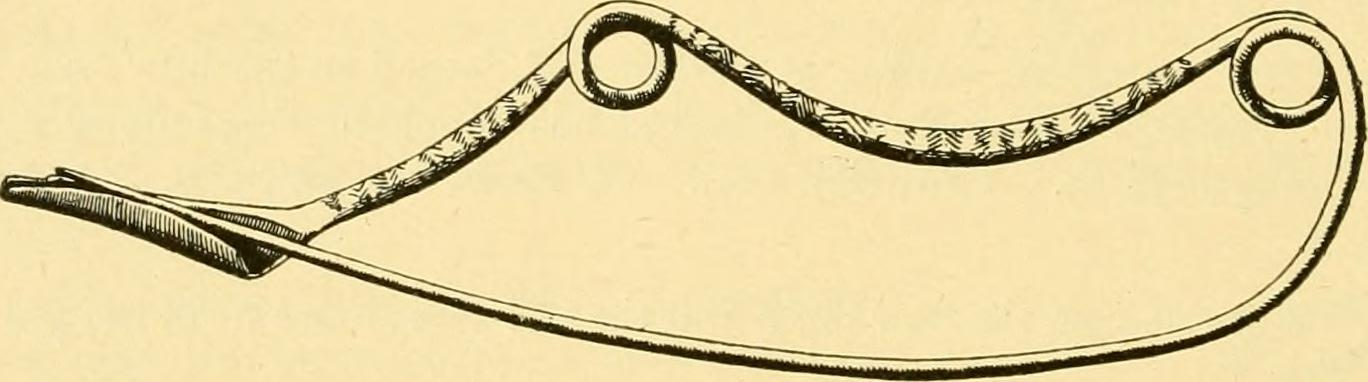
Schlangenfibel

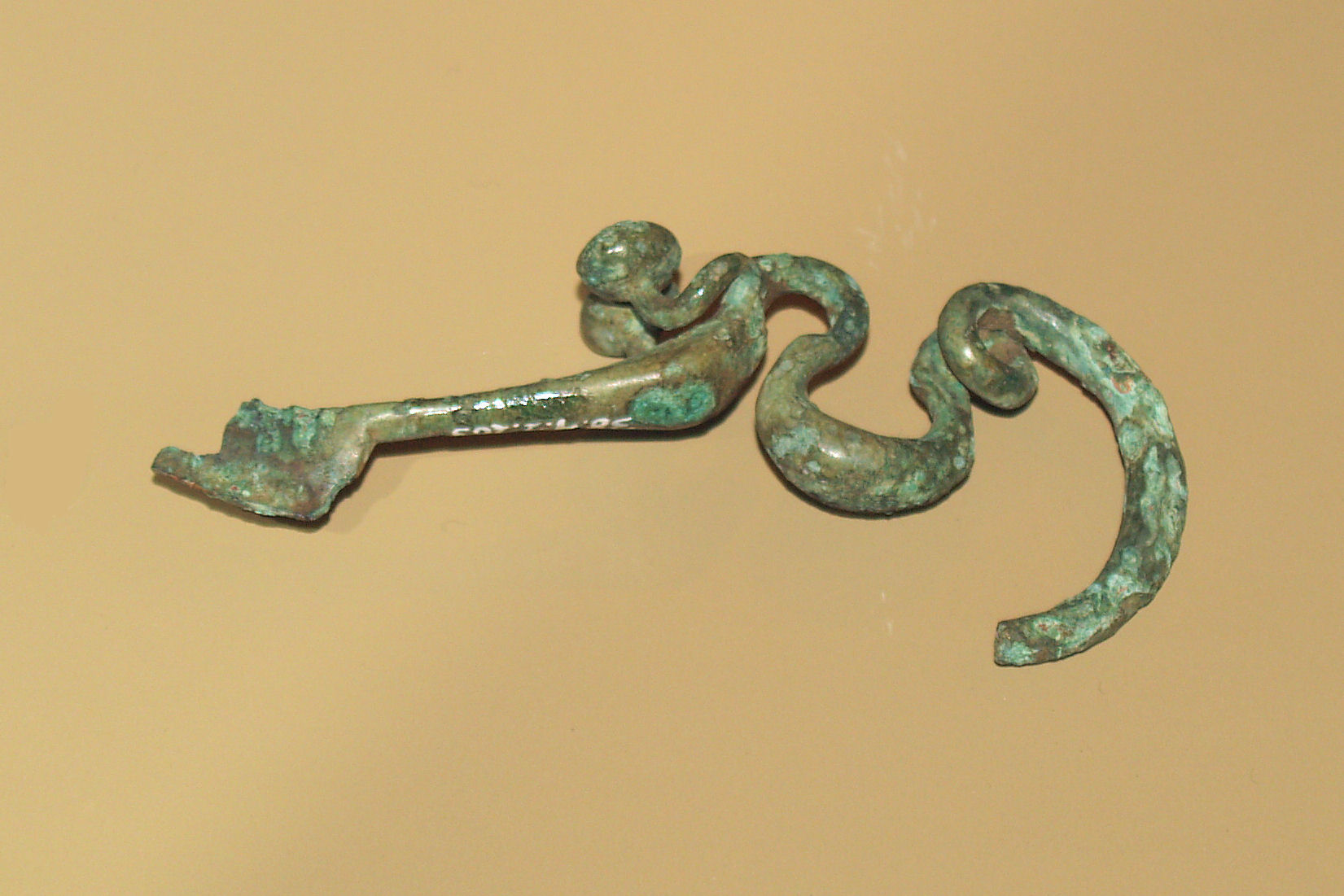
Dragofibel aus Mels, Nadel und Teil des Nadelhalters abgebrochen

Die Schlangenfibel ist eine in der Regel bronzene Gewandspange zum Zusammenhalten der Kleidung, die aus der älteren Eisenzeit stammt. Die Benennung der Fibel ergibt sich aus den schlangenartigen Windungen des Drahtes, der den Bügel bildet. Ein sehr ähnlicher Fibeltyp ist die Dragofibel, die jedoch nicht aus Draht gebogen, sondern gegossen ist. In manchen Publikationen wird die Dragofibel auch als Drachenfibel bezeichnet, was jedoch zu Verwechslungen mit einem wikingerzeitlichen Schmuckstück desselben Namens führen kann, vgl. hierzu Urnesfibel.

## Beschreibung
In der Regel bestehen alle Bestandteile (Bügel, Nadel, Nadelhalter…) der Schlangenfibel aus einem einzigen Stück Draht, wobei der Bügel manchmal auch bandförmig sein kann. Die Fibel verfügt also über keine Feder, ihre Schließwirkung ergibt sich allein durch die Materialspannung. Entlang des Bügels wird der Draht in mehreren Schlingen und Windungen geführt. Bei der Dragofibel ist der Bügel typischerweise noch mit einem oder mehreren Paaren kleiner Knubben oder Hörnchen verziert (siehe Bild rechts). Am Ende des Bügels war oft eine Scheibe angebracht, um den Stoffbausch zurückzuhalten. Der Fibelfuß mit dem Nadelhalter ist langgezogen und endet oft in einem Zierknopf.
Schlangenfibel und Dragofibel sind typische Trachtbestandteile des 8. bis 6. Jh. v. Chr., also der älteren Eisenzeit bzw. der Hallstattzeit. Ihr Verbreitungsgebiet erstreckt sich über Norditalien, Slowenien, Österreich und Süddeutschland, im Fall der Schlangenfibel noch bis in die Schweiz und Ostfrankreich.